# ガームパン・ウェーチャチーワ
ガームパン・ウェーチャチーワ（タイ語：งามพรรณ เวชชาชีวะ、英語：Ngarmpun Vejjajiva、1963年1月27日- ）は、タイの小説家および翻訳家。「ジェーン」のニックネームで知られる。2006年に小説『タイの少女カティ』(「カティの幸福」)で東南アジア文学賞受賞。タイの第27代首相アピシット・ウェーチャチーワ首相の姉。 

## 経歴
ガームパン・ウェーチャチーワは、当時両親の医学研究の滞在先であったイングランドで生まれる。生まれたときから脳性麻痺を患っており、現在なお車椅子での生活を余儀なくされている。三歳のときにタイに帰国し、バンコクで育つ。タンマサート大学でフランス文学の学士号を取得。その後、ベルギーの首都ブリュッセルで翻訳通訳学校においてフランス語、イタリア語、英語の研究を続けた。
1988年、雑誌出版社で児童雑誌の出版、編集のキャリアを積み、1995年独立し、著作権代理店シルクロード出版代理店（Silkroad Publishers Agency）の経営責任者となる。さらに、フリーランスの翻訳家としても活躍し、『ハリー・ポッターと炎のゴブレット』、『ねずみの騎士デスペローの物語』などのタイ語翻訳を行っている。
ガームパンの初めての小説である『クワーム・スック・コーン・ガティ』(ความสุขของกะทิ、「カティの幸福」)は、翻訳業の貴重な一ヶ月の休暇を利用して書かれた。いつも小説を書きたいと思っていながらも書く時間がなかったガームパンは、ある日フライパンとフライパン返しを持って台所仕事をしているときに小説のキャラクターのきっかけを思いついたという。
「カティの幸福」は母親をなくした少女が、チャオプラヤー河の河畔の小さな村でおばあちゃんやいとこたちと楽しい生活をおくるというストーリーである。小説は9言語（英語、日本語、フランス語、ドイツ語、カタロニア語、韓国語、ラオス語、中国語（簡体字）、中国語(繁体字)）に翻訳されている。本書は各地で良好な反響を呼んだが、他方タイの農村の生活を上流階層からの視点で単純化して描いているという批評もある。
続編として、2006年に『クワーム・スック・コーン・ガティ：トーン　ターム・マハープラヂャン』（「カティの幸福：月を追いかけて編」）が出版された。ガーンパンは小説のほかにも、雑誌用に短編も書いている。
2009年『クワーム・スック・コーン・ガティ』(「カティの幸福」)が映画化された。

## 業績

### 小説
- (2003)『クワーム・スック・コーン・ガティ』（ความสุขของกะทิ：「カティの幸福」）ISBN 9749916549（邦訳：『タイの少女カティ』　大谷 真弓 訳　講談社 2006  ISBN 9784062832021）
- （2006）『クワーム・スック・コーン・ガティ：トーン　ターム・マハープラヂャン』（ความสุขของกะทิ ตอน ตามหาพระจันทร์、「カティの幸福：月を追いかけて編」）ISBN 9749916549

### タイ語翻訳
- アレッサンドロ・バリッコ (2000) 『絹』 (Sete)
- ルヴェル・ジャン=フランソワ、 リカード・マチウ(1998)『僧侶と哲学者―チベット仏教をめぐる対話』 (Lemoine et le philisophe)
- エルウィン・B・ホワイト(1970)『白鳥ルイの夢みるトランペット』(The Trumpet of the Swan)
- J・K・ローリング（2005）『ハリー・ポッターと炎のゴブレット』
- ケイト・ディカミロ 『ねずみの騎士デスペローの物語』（The Tale of Desperaux）
- エマニュエル・ドンガラ 「星々から来た少年」（Les Petits Enfants Naissent Aussi des Etoiles）(英語：『Little Boys Come from the Stars』).

### 映画化
- 『クワーム・スック・コーン・ガティ』（2009）監督ジェーンワイ・トーンディーノーク(เจนไวย์ ทองดีนอก）/主演 パッサン・コンミースック（ภัสสร คงมีสุข、カティ役）/製作サハモンコン・フィルム・インターナショナル（สหมงคลฟิล์ม อินเตอร์เนชั่นแนล）

(｢｣は訳書がないため仮訳。『』は題名が原題もしくは確定した訳題のあるもの。)

## 受賞
- 1999 - 芸術文化勲章 シュヴァリエ
- 2006 - 東南アジア文学賞